# Karen Dawisha
Karen Dawisha (Colorado Springs, Colorado, 2 de desembre de 1949 - Oxford, Ohio, 11 d'abril de 2018) va ser una politòloga i escriptora estatunidenca. Va ser professora al Departament de Ciència Política de la Universitat de Miami a Oxford (Ohio), i directora del Centre Havighurst per Estudis Russos i Postsoviètics.
Dawisha va morir l'11 d'abril de 2018 als 68 anys a causa d'una aturada cardíaca.